# Stenotarsus anomalus
Stenotarsus anomalus es una especie de coleóptero de la familia Endomychidae.

## Distribución geográfica
Habita en Madras (India).